# Здравствена заштита Јевреја у окупираном Београду
Здравствена заштита Јевреја у окупираном Београду, хронолошки је приказ организације здравственог збрињавања припадника овог народа за време Другог светског рата, након доношање одлуке Вермахта да се Јеврејима забрани лечење у јавним здравственим установама Србије. Тада је основана посебна тзв. „Јеврејска здравствена служба” која је у окупираном Београду радила од 1. јуна 1941. до 23. марта 1942. када је зверски убијен и последњи њен болесник.

## Историја
Наредбом Војног заповедника за Србију од 30. маја 1941. године, Јевреји су стављени ван постојећих закона, односно стављени су под специјалне нацистичке и расистичке прописе:
- Одузета су им сва грађанска права: забрана напуштања места становања, коришћење јавних превозних средстава, посећивање јавних локала и приредби, кретање одређеним улицама, напуштање стана у време полицијског часа.
- Забрањено им је бављање лекарском, ветеринарском, апотекарском и адвокатском праксом.
- Сву су били отпуштени из државне и других служби.[2]

Како се по овој Наредби, почев од маја 1941. Јевреји нису више могли лечити у беoградским здравственим установама, градске власти наредиле су Јеврејима да самостално оснују сопствену „Јеврејску здравствену службу”, у оквиру које су могли радити искључиво јеврејски здравствени радници. Такође овом уредбом наређено је Јеврејима да морају сопственим средствимa да врше опремање новооснованих здравствених установa, набављају лекове и сносе све трошкове лечења. 
Међутим, та самосталност била је ограничене природе, јер су доста често у новоформиране јеврејске здравствене установе изненада упадали Немци, хапсили здравствено особље и из њихове потребе односили опрему и лекове, што је приморавало Јевреје, да поново врше опремање здравствених установа.
Првих месеци од oснивања „Јеврејске здравствене службе” у њој је радило око 75 лекара, 6 апотекара, по 1 дрогериста и ветеринар, 24 студената медицине и 26 болничарки (приучених лица). Како су они који су били укључени у рад здравствене службе били ослобађани од присилног рада, убрзо је је дошло до повећања броја ангажованих лекара.
Кад су почетком децембра 1941, сви београдски као и банатски Јевреји, мушкарци, били убијени у логорима у Топовским шупама и на Бањици, а жене и деца интернирани у логор Старо сајмиште, све здравствене установе, сем Јеврејске болнице, расформиране су. 
Јеврејска болница продужила је са радом до средине марта 1942. године и у свом простору лечила болесне жене и децу из логора Старо сајмиште, да би средино марта 1942, Гестапо донео одлуку о расформирању Јеврејске болнице. Затварање болниве почело је тако што је прво највећи број здравственог особља болнице похватани је ноћи између 18. и 19. марта 1942. и ликвидиран, док је мали број успео да се на време склони и спасе. Потом су сви затечени болесници (око 800) усмрћени, од 19. до 23. марта 1942, тј. све док и последњи болесник није био усмрћен, на путу до ископаних рака, у Душегупкама (покретним гасним коморама). 
Тако је болница као последња Јеврејска здравствена установа (болница) у Београду и званично престала са радом, 23. марта 1942, након зверског убиства и последњег болесника затеченог на лечењу у боолници од стране Гестапоа.

## Организациона структура
Здравствена заштита Јевреја у окупираном Београду била је организована у оквиру „Јеврејске здравственес лужбе” која је у свом саставу имала свој управни апарат и здравствене установе.
Управни апарат
Шеф службе био је др Исак Ешкенази, његов заменик др Јаша Алфандари, а секретар Сима Сасо. 
Здравствене установе
У састав „Јеврејске здравственес лужбе”  биле су следеће здравствене установе:
| Назив Јеврејске здравствене установе | Локација, организација и задаци |
| ------------------------------------ | --- |
| Јеврејска болница                    | - Локација; просторије бившег Јеврејског женског друштва (данас улици Високог Стевана 2. у којој се налази Факултет за специјалну едукацију и рехабилитацију) - Кадровска структура; поред управника др Букић Пијаде, гинеколога у болници је радио и већи број лекара специјалиста - Капацитети болнице; у почетку су били 100 лежаја, да би се након довођења у Београд Јевреја из Баната, и других места у Србији стално повећавали. Број лежаја морао је бити повећан на 800, почетком јануара 1942. када је уследио већи прилив пацијената, нарочито жена и деце из логора „Сајмиште”. - Напомене; Поједини грађани Београда, нејевреји, криомице су слали болници помоћ у храни лековима, и у новцу. Рад болнице био је под контролом органа Гестапоа СС-поручника Фритзстрака, који је стално форсирао да се болесници што пре отпусте са лечења и врате у логор „Сајмиште”. |
| Јеврејска амбуланта на Ташмајдану    | - Локација; једна од јеврејских зграда у београдском насељу Ташмајдан - Кадровска структура; амбулантом је руководио др Марко Каљуски, а касније др Нисим Теста и др Исак Хершковић. - Задатак; лекара у амбуланти био је, да утврди да ли је неко лице из групе Јевреја одређене за присилан рад тога дана било болесно и неспособно за гакав рад. |
| Јеврејска амбуланта број 1           | - Локација; зграда бившег јеврејског културног друштва Онег Сабат (у Јеврејској улици). - Кадровска структура; управник је био др Соломо н Азриел, а касније др Хајнрих Мацлијах. |
| Јеврејска амбуланта број 2           | - Локција; просторије јеврејске синагоге (Ашкенаске) у Космајској улици. - Кадровска структура; управник је био др Фрањо Дитрихштајн. |
| Рејонска здравствена служба          | - Задатак; обилазак болесника у њиховим становима. |
| Болница у логору „Бањица”            | - Локција; једна од барака у логору „Бањица”. - Кадровска структура; у болници је радио др Букић Пијаде, такође заточеник, све до своје смрти (септембра 1943). |